# تشكيل بالدرفلة

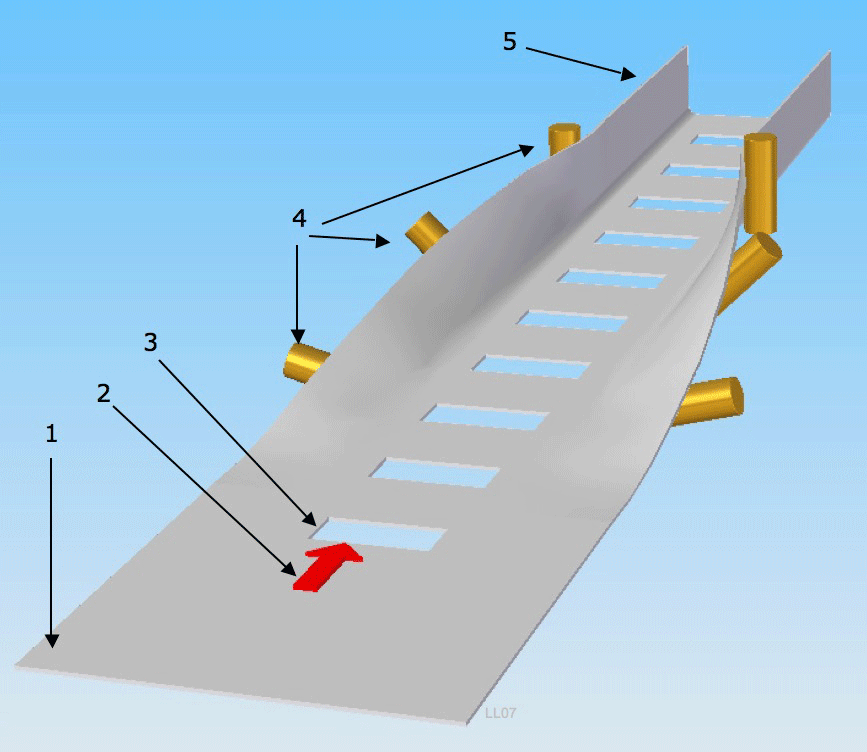
تشكيل بالدرفلة

تشكيل بالدَّلْفَنَة أو تشكيل بالدَّرْفَلَة هو أسلوب من الأساليب الهندسية في تشكيل المعادن اعتماداً على الدرفلة، وفيه تحدث عملية ثني لصفيحة معدنية بشكل مستمر؛ إذ تُدفَع الصفيحة من المقدمة وتدحرج على أسطوانات أفقية، وتمر بطريقها على دعامات مثبتة على الجوانب، مما يؤدي إلى انثناء الصفيجة حتى تحصل على الشكل المطلوب.